# Justin Azevedo
Justin Azevedo, född 1 april 1988 i West Lorne i Ontario, är en kanadensisk professionell ishockeyspelare som spelar för AK Bars Kazan i Kontinental Hockey League.
Azevedo spelade sin första OHL-match den 24 september 2004. Under OHL-säsongen 2007/2008 vann Azevedo Red Tilson Trophy för den mest framstående spelaren i OHL, Eddie Powers Memorial Trophy som OHL:s skyttekung, Ed Chynoweth Trophy som Memorial Cups skyttekung, CHL Player of the Year, CHL Top Scorer Award, och Wayne Gretzky 99 Award som OHL-slutspelets MVP.
Azevedo draftades som 153:e spelare totalt i den sjätte omgången av NHL Entry Draft 2008 av Los Angeles Kings. Som ett äldre draftval inledde Azevedo direkt i professionell seniorhockey och kontrakterades av Kings AHL-lag Manchester Monarchs den 10 augusti 2008. Efter att ha deltagit i Kings blev han den 29 september 2008 nedskickad till Monarchs för AHL-säsongen 2008/2009.
Trots att han missade stora delar av säsongen på grund av skador gjorde Azevedo 36 poäng på 49 matcher och belönades med ett tvåårigt entry level-kontrakt med Kings den 20 juli 2009.
Den 7 juni 2012 skrev Azevedo på för Lukko i FM-ligan. Som assisterande lagkapten i Lukko gjorde Azevedo 58 poäng på 58 matcher och skrev den 15 april 2013 på för den nyblivna KHL-klubben HC Lev Praha.

## Spelarstatistik
| 2004–05    | Kitchener Rangers   | OHL        | 58  | 18 | 21 | 39  | 39  | 15 | 3  | 1  | 4  | 14 |
| 2005–06    | Kitchener Rangers   | OHL        | 60  | 29 | 40 | 69  | 80  | 5  | 0  | 3  | 3  | 12 |
| 2006–07    | Kitchener Rangers   | OHL        | 50  | 17 | 39 | 56  | 42  | 9  | 4  | 11 | 15 | 22 |
| 2007–08    | Kitchener Rangers   | OHL        | 67  | 43 | 81 | 124 | 69  | 20 | 10 | 26 | 36 | 33 |
| 2008–09    | Manchester Monarchs | AHL        | 49  | 12 | 24 | 36  | 31  | —  | —  | —  | —  | —  |
| 2009–10    | Manchester Monarchs | AHL        | 46  | 14 | 13 | 27  | 31  | 16 | 3  | 6  | 9  | 12 |
| 2010–11    | Manchester Monarchs | AHL        | 79  | 18 | 35 | 53  | 71  | 7  | 3  | 7  | 10 | 10 |
| 2011–12    | Manchester Monarchs | AHL        | 63  | 28 | 22 | 50  | 37  | 4  | 1  | 1  | 2  | 4  |
| AHL totalt | AHL totalt          | AHL totalt | 237 | 72 | 94 | 166 | 170 | 27 | 7  | 14 | 21 | 26 |